# Zach Whitecloud
Zachary "Zach" Whitecloud, född 28 november 1996, är en kanadensisk professionell ishockeyback som spelar för Vegas Golden Knights i National Hockey League (NHL). Han har tidigare spelat på lägre nivå för Bemidji State Beavers (Bemidji State University) i National Collegiate Athletic Association (NCAA).
Whitecloud blev aldrig draftad.

## Statistik
| 2011–2012   | Brandon Wheat Kings     | MMHL        | 8  | 0 | 0  | 0  | 4   | —  | — | — | — | —  |
| 2012–2013   | Central Plains Capitals | MMHL        | 43 | 1 | 5  | 6  | 92  | 2  | 0 | 0 | 0 | 0  |
|             | Portage Terriers        | MJHL        | 1  | 0 | 0  | 0  | 0   | —  | — | — | — | —  |
| 2013–2014   | Brandon Wheat Kings     | MMHL        | 43 | 8 | 13 | 21 | 59  | 8  | 0 | 3 | 3 | 8  |
|             | Virden Oil Capitals     | MJHL        | 1  | 0 | 0  | 0  | 0   | 6  | 1 | 0 | 1 | 0  |
| 2014–2015   | Virden Oil Capitals     | MJHL        | 57 | 3 | 7  | 10 | 42  | 10 | 1 | 3 | 4 | 10 |
| 2015–2016   | Virden Oil Capitals     | MJHL        | 59 | 6 | 34 | 40 | 105 | 7  | 2 | 3 | 5 | 6  |
| 2016–2017   | Bemidji State Beavers   | NCAA        | 41 | 3 | 14 | 17 | 41  | —  | — | — | — | —  |
| 2017–2018   | Vegas Golden Knights    | NHL         | 1  | 0 | 0  | 0  | 0   | —  | — | — | — | —  |
|             | Bemidji State Beavers   | NCAA        | 36 | 4 | 15 | 19 | 8   | —  | — | — | — | —  |
| NHL totalt  | NHL totalt              | NHL totalt  | 1  | 0 | 0  | 0  | 0   | —  | — | — | — | —  |
| NCAA totalt | NCAA totalt             | NCAA totalt | 77 | 7 | 29 | 36 | 49  | —  | — | — | — | —  |